# Paweł Szczawiński (zm. 1638)
Paweł Szczawiński herbu Prawdzic (zm. w 1638 roku) – wojewoda podlaski w 1633 roku, kasztelan brzeziński w latach 1621–1633, kasztelan konarski sieradzki w latach 1620–1621.
Z małżeństwa z Anną z Gostomskich z Leżenic, kasztelanką rawską, miał syna Jana Szymona.